# Юніон-Сіті (Огайо)
Юніон-Сіті (англ. Union City) — селище (англ. village) в США, в окрузі Дарк штату Огайо. Населення — 1582 особи (2020).

## Географія
Юніон-Сіті розташований за координатами 40°11′55″ пн. ш. 84°47′21″ зх. д. / 40.19861° пн. ш. 84.78917° зх. д. (40.198539, -84.789208).  За даними Бюро перепису населення США в 2010 році селище мало площу 2,50 км², з яких 2,38 км² — суходіл та 0,12 км² — водойми.

## Демографія
Згідно з переписом 2010 року, у селищі мешкало 1666 осіб у 657 домогосподарствах у складі 422 родин. Густота населення становила 665 осіб/км².  Було 754 помешкання (301/км²).
Расовий склад населення:
| - 93,1 % — білих - 0,9 % — чорних або афроамериканців - 0,4 % — азіатів - 0,2 % — корінних американців - 2,9 % — осіб інших рас |

До двох чи більше рас належало 2,5 %. Частка іспаномовних становила 6,1 % від усіх жителів.
За віковим діапазоном населення розподілялося таким чином: 26,6 % — особи молодші 18 років, 58,2 % — особи у віці 18—64 років, 15,2 % — особи у віці 65 років та старші. Медіана віку мешканця становила 38,3 року. На 100 осіб жіночої статі у селищі припадало 90,0 чоловіків;  на 100 жінок у віці від 18 років та старших — 85,6 чоловіків також старших 18 років.
Середній дохід на одне домашнє господарство  становив 34 783 долари США (медіана — 26 020), а середній дохід на одну сім'ю — 42 420 доларів (медіана — 34 167). Медіана доходів становила 29 265 доларів для чоловіків та 29 861 долар для жінок. За межею бідності перебувало 31,5 % осіб, у тому числі 44,3 % дітей у віці до 18 років та 8,1 % осіб у віці 65 років та старших.
Цивільне працевлаштоване населення становило 523 особи. Основні галузі зайнятості: виробництво — 42,1 %, освіта, охорона здоров'я та соціальна допомога — 21,0 %, мистецтво, розваги та відпочинок — 10,5 %, роздрібна торгівля — 9,6 %.